# L'Option Excalibur
L'Option Excalibur (titre original : The Excalibur Alternative) est un roman de science-fiction de l'écrivain David Weber paru en 2002 aux États-Unis. Ce roman est basé sur une nouvelle publiée sous le titre de Sir George and the Dragon dans le recueil Foreign Legions (édité par David Drake en 2001) dans l'univers de Ranks of Bronze de David Drake.

## Résumé
La flottille qui conduit en France les renforts du roi Édouard III est condamnée, une tempête l’a surprise pendant la traversée du Lancastre à la Normandie. 
Les survivants ne doivent leur salut qu’à l’intervention providentielle d’un astronef extraterrestre qui les arrache à la fureur des éléments. Mais le « sauvetage » n'est pas sans contre-partie. Les survivants, sous le commandement de Sir George Wincaster, sont réduits à la condition de mercenaires « primitifs » entrainés dans un enchaînement sans fin de batailles pour le compte d’une guilde galactique. 
Pourront-ils se libérer de cet état de fait, devront-ils se battre jusqu'à devenir inutiles ou bien éliminés pour que personne ne découvre leur origine « frauduleuse » ? 